# Saky
Saky jsou malá vesnice, část obce Třebichovice v okrese Kladno ve Středočeském kraji. V roce 2011 zde trvale žilo 23 obyvatel.
Ves se rozkládá necelých šest kilometrů severně od Kladna v nadmořské výšce kolem 259 metrů na dně hlubokého otevřeného údolí při pravém břehu Knovízského (Svatojiřského) potoka pod severním úbočím Vinařické hory; prochází jí pouze místní silnice, spojující obce Pchery a Třebichovice. Do počátku osmdesátých let skrze Saky vedla také lokální železniční trať z Kladna-Dubí do Zvoleněvsi, dnes zrušená a v oblasti této vsi snesená.

## Historie
V katastrálním území jsou zjištěná předvěká sídliště a pohřebiště s voluntovými nálezy.
První písemná zmínka o vesnici pochází z roku 1382. Obyvatelé Sak byli zemědělci, nyní má ves především charakter rekreační. K roku 1420 byly Saky zastaveny bratřím Václavovi a Janovi z Račiněvsi, v 16. století patřily městu Slaný a Nejvyššímu purkrabství Pražského hradu. V roce 1579 se ovšem uvádí vlastnictví obce Lidmily Žďárské z Martinic i jako součást kladenského panství Žďárských pánů. Majitelé obce se střídali až do roku 1848, kdy došlo ke zrušení poddanství: v roce 1688 Marie Maxmiliána Eva Hýserlová, roku 1690 vnoučata z Lamberka, roku 1701 Anna Marie Františka z Toskánska a v roce 1705 obec patřila benediktýnskému klášteru v Břevnově.
Saky jsou přifařeny k Pcherské farnosti, kde je i příslušný hřbitov. Ve Pcherech byla původně i škola.

### Historie domů (gruntů) a místní jména
Číslování domů proběhlo v roce 1770:
- čp. 1 – Grunt chalupnický s krčmou - František Mužík
- čp. 2 – Selský grunt - Jiřík Řehák, Vondráček, Kratochvíl - u Kačabů
- čp. 3 – Domek u čísla 11 - Martin Kratochvíl
- čp. 4 - Selský grunt - Jiřík Havlíček, Urban, Benda - 1899 rozdělen na čp. 4, 15, 16, 17, 18
- čp. 5 – domek - Brejník
- čp. 6 – Selský grunt - Polák, Kylián, Šilhánek, Brejník, Valenta
- čp. 7 – Selský grunt - Kylián, Polák, Mužík
- čp. 8 – Domek - patřil k čp. 7 - Klapka
- čp. 9 – Obecní domek jinak pastouška, krejčí
- čp. 10 – Hořejší mlýn sacký - Mužík, Bouša, Gruncl
- čp. 11 – Domek - Brejník - patřil k čp. 3 a potom k čp. 2
- čp. 12 – Dolejší mlýn pod vsí Saky (Podhajský) - Svoboda, Ledecký, Šomek, Šarboch, Brejcha, Dvořák
- čp. 13 – Domek s kovárnou - Vršek
- čp. 14 – Domek - Dušek
- čp. 15 – Domek - rozdělené čp. 4 - Bartík
- čp. 16 – Domek - rozdělené čp. 4 - Mašata
- čp. 17 – Domek - rozdělené čp. 4 - Ležák, Sochor
- čp. 18 – Domek - rozdělené čp. 4 - Koláček, Pokorný
- čp. 19 - deputátník
- čp. 20 – Domek při cihelně
- čp. 21 – Domek
- čp. 22 – Domek s hospodářstvím - Valenta

## Obyvatelstvo
| Rok            | 1869 | 1880 | 1890 | 1900 | 1910 | 1921 | 1930 | 1950 | 1961 | 1970 | 1980 | 1991 | 2001 | 2011 | 2021 |
| -------------- | ---- | ---- | ---- | ---- | ---- | ---- | ---- | ---- | ---- | ---- | ---- | ---- | ---- | ---- | ---- |
| Počet obyvatel | 92   | 99   | 90   | 117  | 163  | 135  | 106  | 74   | 54   | 41   | 27   | 17   | 13   | 23   | 29   |
| Počet domů     | 12   | 12   | 12   | 14   | 21   | 20   | 20   | 20   | 20   | 14   | 11   | 16   | 14   | 15   | 16   |

## Obecní správa
Při sčítání lidu v letech 1850–1929 Saky byly osadou obce Pchery v okrese Slaný. V letech 1930–1954 byly samostatnou obcí v okrese Slaný. Od roku 1954 jsou částí obce Třebichovice, se kterým patřily nejprve do okresu Slaný, ale od roku 1960 v okrese Kladno.

## Pamětihodnosti
- Barokní statky čp. 2 (při jz. rohu návsi)[8][9] a čp. 7 (při severní straně návsi)
- Barokní kaplička z první poloviny 19. století na návsi

## Galerie

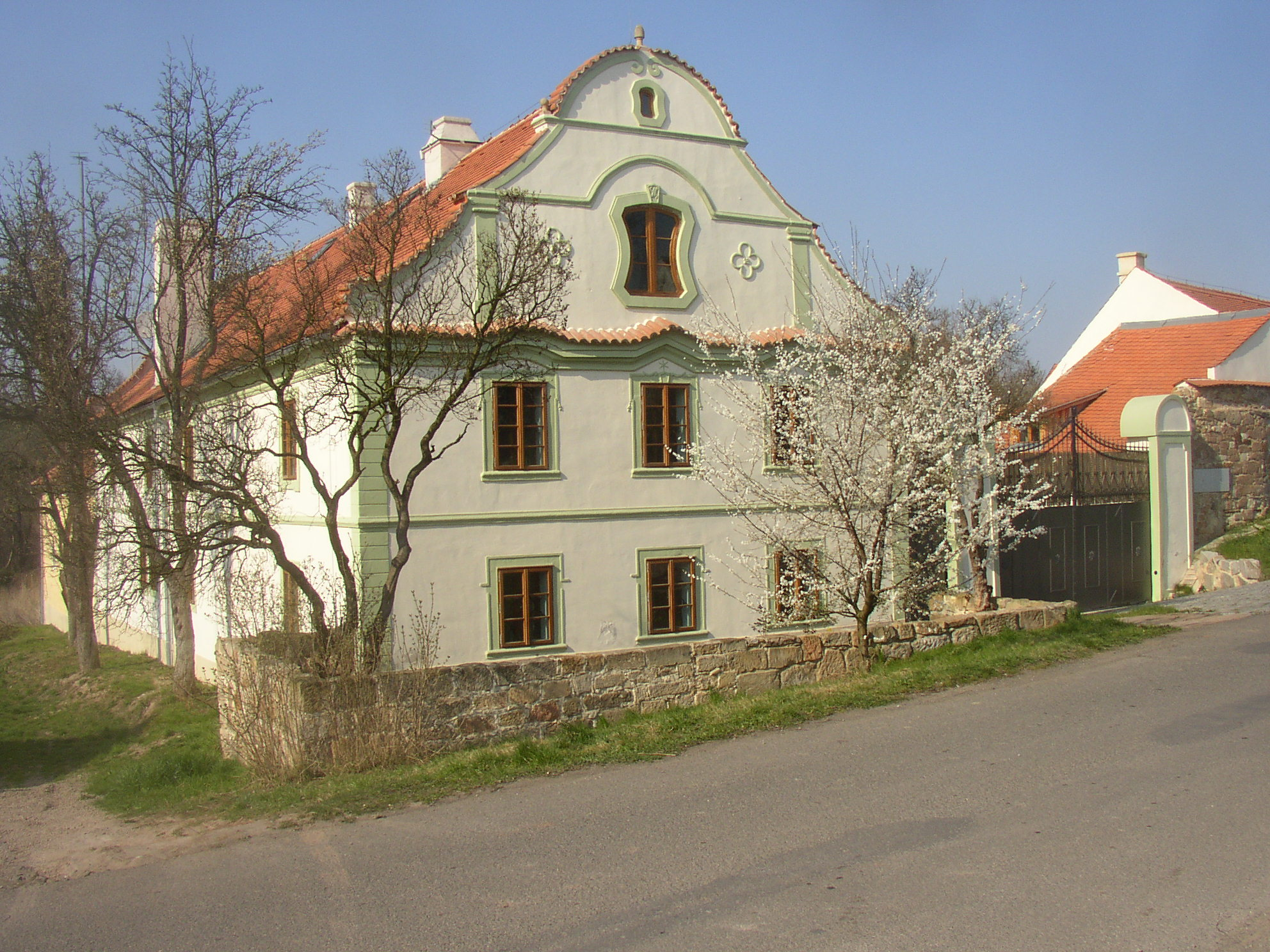
Dům č. p. 7 po nedávné opravě
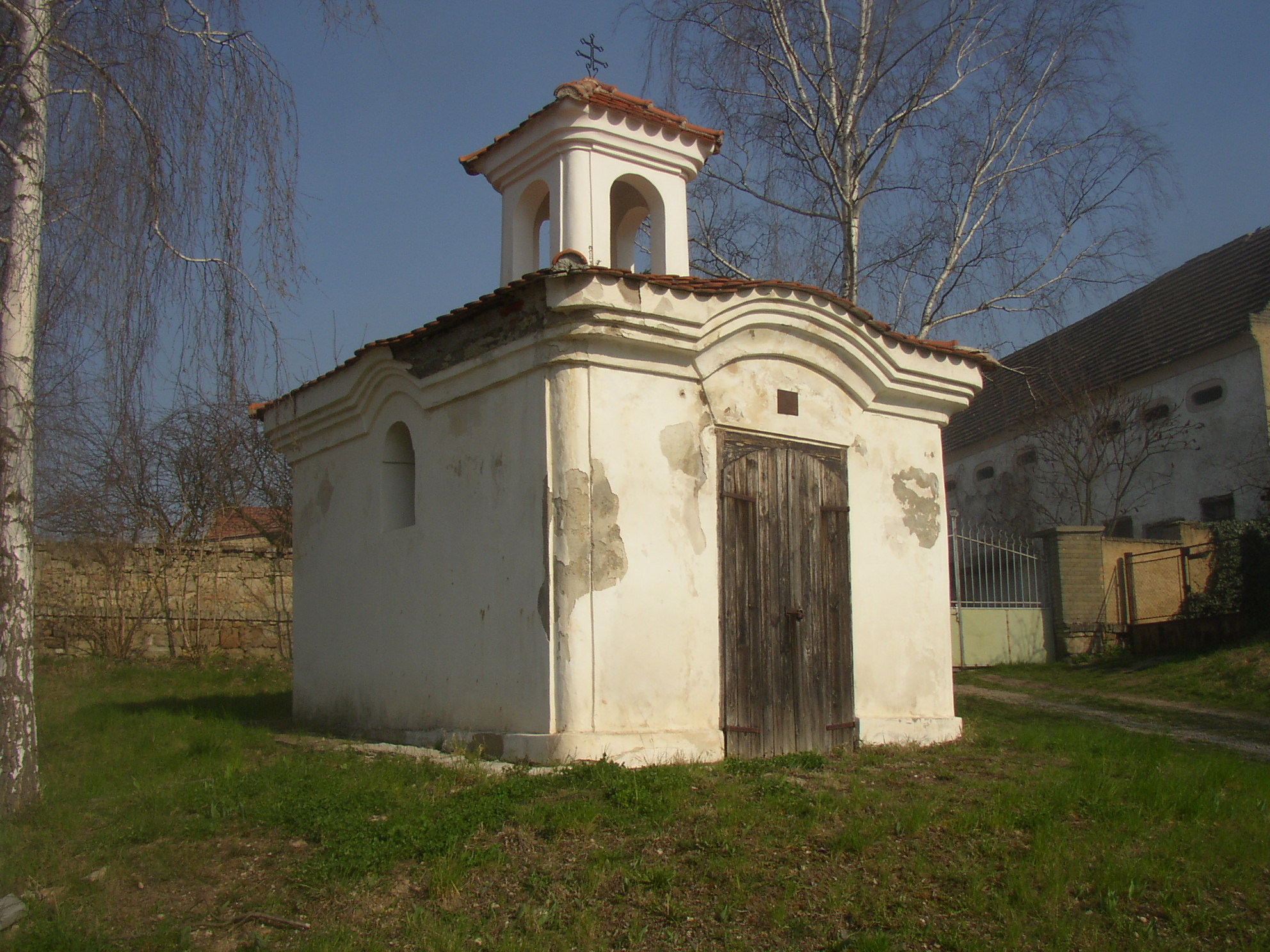
Kaplička na návsi